# Bærum
Bærum è un comune situato nella contea di Akershus in Norvegia. La città di Sandvika è il capoluogo comunale. Dal 1º gennaio 2020 al 31 dicembre 2023 ha fatto parte della contea di Viken.

## Geografia
Il territorio comunale si trova nella parte interna del fiordo di Oslo e confina ad est appunto con il comune di Oslo. Sulla costa il territorio è pianeggiante, ne fanno parte anche alcune isole situate nel fiordo, verso occidente il territorio diventa collinare e ricoperto di foreste di conifere. Il punto più elevato è il rilievo di Vidvangshøgda (542 m s.l.m.).

## Storia
L'attuale area di Bærum era una zona agricola sin dall'età del bronzo, ma le più antiche tracce del passato sono le rovine di due chiese del XII secolo a Haslum e a Tanum. Sono stati trovati anche resti di fornaci da calce per la produzione della calce viva costruiti nella metà del IX secolo. Nel 1030 il percorso dei pellegrini verso Trondheim passava anche attraverso Bærum. Nel XVII secolo nella zona venne trovato il ferro e furono così costruite le fonderie di Bærums Verk. Nei secoli successivi vennero costruite industrie cartiere, fabbriche di chiodi, segherie, vetrerie e fabbriche di mattoni. 
Negli ultimi decenni l'area di Bærum è diventata fortemente residenziale, fino ad essere inglobata nell'area metropolitana di Oslo.

## Monumenti ed attrazioni
Nel comune si trovano due chiese di origine medievale, la chiesa di Haslum e quella di Tanum entrambe risalenti al XII secolo. Nella cittadina di Lysaker si trova la casa di Fridtjof Nansen. 
Il municipio della cittadina è stato progettato dall'architetto Magnus Poulsson, la prima parte dell'edificio risale al 1926.

## Sport

### Sci
Stazione sciistica, Bærum è attrezzata con vari impianti per la pratica dello sci nordico, tra cui il trampolino Skui, in disuso dal 1996.

### Calcio
La squadra principale della città è il Stabæk Fotball, ma è presente anche il Bærum Sportsklubb.